# Frederick Charles Maisey
Frederick Charles Maisey (1825 – 1892) è stato un militare, archeologo e pittore britannico attivo in India.

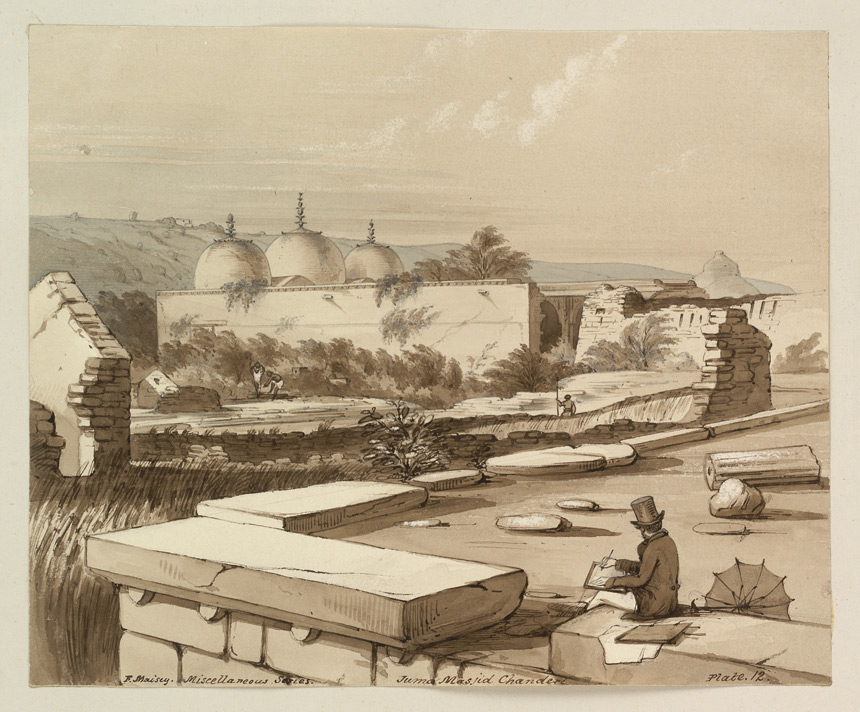
Autoritratto di Frederick Charles Maisey alla moschea Juma, Chanderi nel 1850.

La sua tecnica pittorica principale era penna e inchiostro e acquerello. Fu tenente dell'esercito britannico intorno al 1850 nella fanteria dei nativi del Bengala e partecipò all'esplorazione britannica dell'India.

## Biografia
Masey fu incaricato degli scavi dei monumenti buddisti presso Sanchi nel 1851. Nel 1852 realizzò anche il primo dipinto dei Templi di Khajuraho.
In seguito divenne un generale dell'esercito britannico il 1º dicembre 1888.
Ebbe un figlio, anch'egli di nome Frederick Charles Maisey, nato il 7 luglio 1851, che divenne tenente colonnello dell'esercito britannico.

## Opere
- Sánchi and its remains : a full description of the ancient buildings, sculptures, and inscriptions at Sánchi, near Bhilsa, in Central India, with remarks on the evidence they supply as to the comparatively modern date of the Buddhism of Gotama, or Sákya Muni

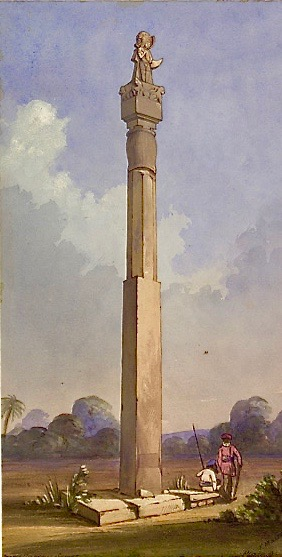
Pilastro Bhima del V secolo, Eran. Acquerello di F.C. Maisey, 1850
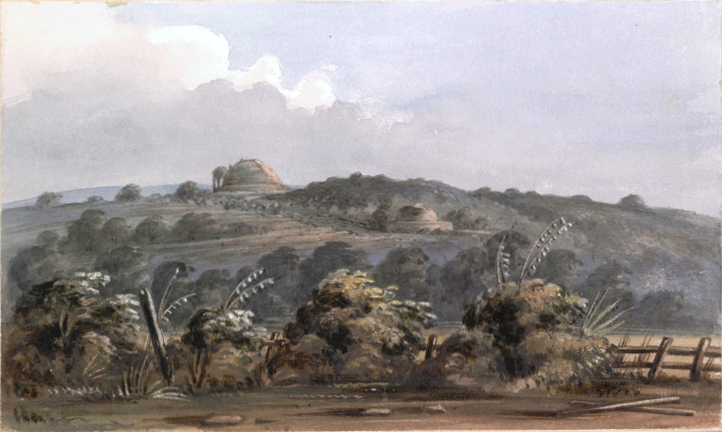
Veduta generale degli Stupa a Sanchi, acquerello di F.C. Maisey (Il Grande Stupa in cima alla collina e lo Stupa n. 2 in primo piano
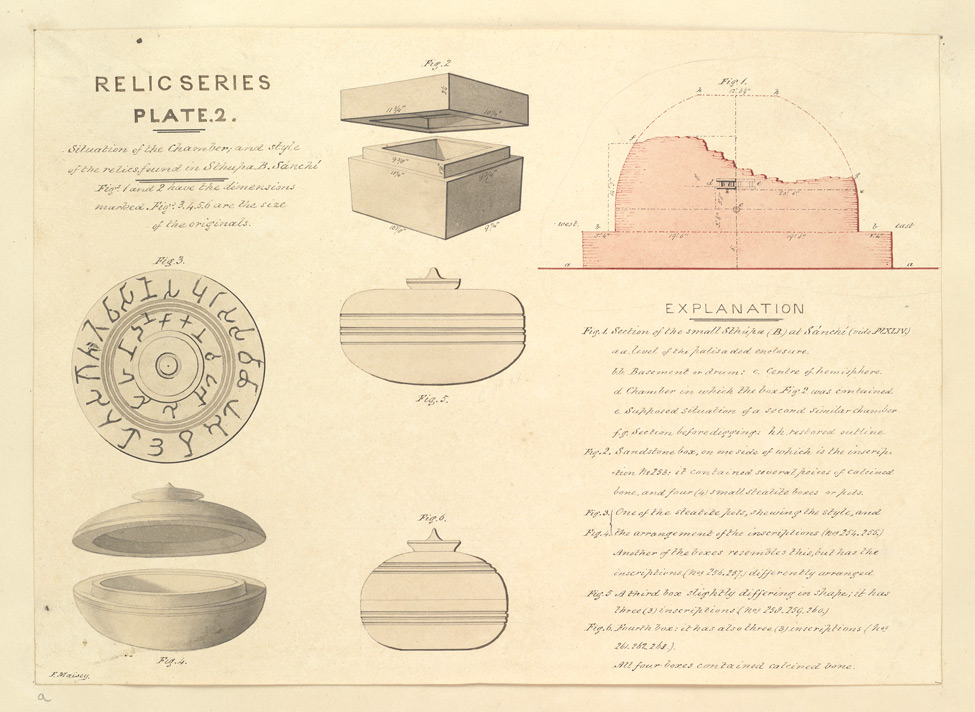
Reperti scoperti nello scavo dello Stupa n. 2 a Sanchi